# Pseudaneitea aspera
Pseudaneitea aspera är en snäckart som beskrevs av Burton 1963. Pseudaneitea aspera ingår i släktet Pseudaneitea och familjen Athoracophoridae. Inga underarter finns listade i Catalogue of Life.